# 达吉岭寺
达吉岭寺，位于西藏自治区日喀则地区萨嘎县，是一座藏传佛教格鲁派寺院。

## 简介
达吉岭寺位于西藏自治区日喀则地区萨嘎县，坐落在县城偏北方向，距离县城35公里，创建于1729年。该寺是拉萨小昭寺的分寺之一，为藏传佛教格鲁派寺院。